# Euclysia intermedia
Euclysia intermedia là một loài bướm đêm trong họ Geometridae.